# Ennis
För andra betydelser, se Ennis (olika betydelser).
Ennis (iriska: Inis) är huvudorten för grevskapet Clare i Republiken Irland. 
Ennis ligger 3 meter över havet och antalet invånare är 25 276.
Ennis är belägen vid floden Fergus och norr om Limerick, söder om Galway och på huvudvägen N18 som sammankopplar städerna. Namnet är en förkortning av Inis Cluain Ramh Fhada.